# الباعج (المفرق)
الباعج منطقة سكنية تقع في لواء البادية الشمالية الغربية، محافظة المفرق في الأردن. تنتمي المنطقة لقضاء البادية الشمالية الغربية الذي يضم 15 منطقة. يقدر عدد سكانها بـ 6305 نسمة حسب إحصاء 2015.

## الموقع والبيئة الطبيعية
تقع بلدة الباعج في البادية الشمالية الغربية الأردنية، على بعد 27 كم من مدينة المفرق حاضنة البادية، وترتفع عن سطح البحر بمقدار 718م. أما من الناحية الطبوغرافية، فتقع الباعج من ضمن الأراضي المنبسطة اللطيفة الانحدار، بحيث لا يتجاوز انحدارها 6 درجات. وتتميز هذه الأراضي من الناحية الجيومورفولوجية بأنها شهدت عمليات تسوية نشطة، مما أدى إلى تكوين سطوح مستوية تعرضت لعلميات انجراف هوائي ومائي حيث تكونت مجاري الأودية ومسايل المياه في بعض مناطقها، ويتجه مستوى الانحدار العام باتجاه الشرق والشمال والجنوب. تم ملاحظة تكون بقاياالمستقرات البشرية القديمة وانتشارها على أطراف الأودية.

## المناخ والتربة
يتميز مناخ منطقة الباعج بصيف حار لمدة طويلة، وشتاء قصير المدة تتخلله بعض المنخفضات الجوية القادمة من منطقة شرق المتوسط، والتي تحدث أمطاراً موسمية متذبذبة زمانياً لايتجاوز معدلها السنوي 180 ملم2. أما نوع تربة المنطقة فهي التربة الصفراء المحتوية على كربونات الكالسيوم، يعتبر سمكها متوسط ويغلب على نسيجها الشكل الحبيبي ذات الحجم المتوسط، وتتميز الطبقات الجيولوجية للمنطقة بوفرة المياه الجوفية، لذالك شهدت المنطقة توسعاً في عمليات حفر الآبار الارتوازية خصوصاً منذ مطلع العقدين الأخيرين.

## النباتات
تنشر في مراعي الباعج نباتا عشبية رعوية، بحيث تستسيغها الماشية والأغنام، تتكون من عدة أنواع منها:
- نبات طرف الأكام، والتي انتشرت بالقرب من مسايل المياه والمنخفضات (القيعان). (Olearia passerinoides)
- القيصوم.
- الشيح.
- الإصبعية العنقودية.
- الكحلاء الشوكية.[5]
- الأقحوان.
- شوك الجمل.
- الأشنان.[6]

## الحدود الطبيعية
يحد الباعج من الجنوب والجنوب الغربي وادي الباعج، ومن الجنوب الشرقي مزارع منشية العلوان، ومن الشمال والشمال الشرقي قرية المشرف وقرية رحمات المشرف، أما من الشمال الغربي فيحدها وادي الردم وقرية النهضة وقرية الزبيدية، ومن الشرق تقع قرية الكوم الأحمر.